# Fide prästänge
Fide prästänge este o arie protejată (arie specială de conservare — SAC, sit de importanță comunitară — SCI) din Suedia întinsă pe o suprafață de 26,6 ha, integral pe uscat.

## Localizare
Centrul sitului Fide prästänge este situat la coordonatele 57°05′03″N 18°18′22″E / 57.0843°N 18.3062°E.

## Înființare
Situl Fide prästänge a fost declarat sit de importanță comunitară în ianuarie 2002 pentru a proteja 1 specie de animale. Situl a fost protejat și ca arie specială de conservare în martie 2011.

## Biodiversitate
Situată în ecoregiunea boreală, aria protejată conține 2 habitate naturale: Păduri caducifoliate bătrâne naturale hemiboreale fino-scandinave (Quercus, Tilia, Acer, Fraxinus sau Ulmus) bogate în specii epifite, Pajiști din zone de pădure fino-scandinave.
La baza desemnării sitului se află o specie protejată de  mamifere: liliac cârn (Barbastella barbastellus).